# E۸۵

لوگوی مورد استفاده در ایالات متحده برای سوخت زیستی E۸۵

E۸۵ نسل جدیدی از سوخت زیستی محسوب می‌شود که مخلوطی از ۸۵ درصد الکل سوختی به همراه بنزین یا سایر هیدروکربن‌ها می‌باشد. عموماً میزان الکل در این سوخت زیستی بین ۷۰ تا ۸۳ درصد متغیّر است. این سوخت زیستی به‌طور گسترده‌ای در کشور سوئد مورد استفاده قرار می‌گیرد و طی چند سال اخیر بهره‌گیری از این نوع سوخت زیستی در ایالت‌های شمالی آمریکا، که واجد مزارع پهناور ذرت می‌باشند، در حال گسترش بوده است. بر اساس ترکیب و منبع مورد استفاده جهت تهیه E۸۵، درجه اوکتان این سوخت زیستی بین ۱۰۰ تا ۱۰۵ متغیّر است. این در حالی است که درجهٔ اوکتان بنزین معمولی در حدود ۸۵ تا ۹۳ است. بالاتر بودن درجهٔ اوکتان E۸۵ در مقایسه با بنزین معمولی موجب می‌گردد تا انرژی بیشتری در مقایسه با بنزین به ازای اکسیداسیون هر واحد آن آزاد گردد.

## تأثیرات محیطی
تصور عموم در رابطه با جایگزینی سوخت‌های زیستی نظیر E85 به جای هیدروکربن‌های سوختی این است که چون این سوخت‌ها میزان کمتری منواکسید کربن به هنگام اکسیداسیون آزاد می‌کنند، اثرات مخرّب کمتری بر محیط زیست دارند. هرچند E85 در مقایسه با بنزین به هنگام اکسیداسیون میزان کمتری ترکیبات سمی و آلوده کنندهٔ محیط زیست آزاد می‌کند و همچون بنزین و سایر هیدروکربن‌ها فرّار نیست، با این حال پروسهٔ تهیه و تولید این نوع سوخت زیستی در نهایت تأثیرات مخرب بیشتری روی محیط زیست دارد که از آن جمله می‌توان به موارد زیر اشاره کرد:
- تهیّهٔ الکل مورد نیاز برای تولید E85 از ذرت نیازمند مزارع پهناور و عظیم ذرت می‌باشد که تأمین چنین مزارعی به منظور تأمین نیاز روزافزون سوخت نیازمند تبدیل جنگلها به مزارع و قطع درختان می‌باشد که فرایند جنگل زدایی خود اثرات مخرب قابل توجهی بر محیط زیست دارد.
- فعالیت ماشین‌های کشاورزی در مزارع کشت ذرت و حمل و نقل این محصولات خود با آزاد شدن مقادیر معتنابهی ترکیبات آلوده کنندهٔ محیط زیست همراه است.
- اثرات زیست‌محیطی کودهای شیمیایی و آفت زداها ی مورد استفاده در این مزارع قابل توجه است.
- مجموع هزینه‌های پروسهٔ تهیه الکل از ذرت و تولید E85 در مقایسه با تولید بنزین از نفت بسیار بیشتر است.
- و نهایتاً میزان آب فراوان مورد نیاز در مزارع کشت ذرت خود می‌تواند اثرات زیست تخریبی عمده‌ای نظیر کاهش منابع آبی زیر زمینی، ایجاد جریانهای آبی آلوده و تشکیل بلوم‌های جلبکی در پی داشته باشد.

با این حال هرچند استفاده از E85 در وسایل نقلیه به‌طور عمده‌ای موجب کاهش کارسینوژن‌های سمی نظیر بنزن می‌شود ولی از سوی دیگر موجب افزایش آلوده کننده‌های سمی دیگری نظیر استالدئید می‌گردد. مزایا و معایب بهره‌گیری از این نوع سوخت زیستی در وسایل نقلیه همچنان در حال بررسی است.